# 真理党 (台湾)
真理党（しんりとう）はかつて存在した台湾の政党の一つ、前身を「万佛会」とした。

## 概要
万佛会は「万佛真理促進会与万国佛教会」の略称であり、「大唐密教」と自称することもある。指導者は釈宗聖（本名蕭志宏）と称す。万佛会は活動の初期は台北県土城市龍泉山寺を本拠地に活動し、その後台湾全国に組織を拡大、分堂及び分会を20数か所に構えるまでに成長した。1990年には政党として真理党を結党、「全民」主体の政治理念を掲げ、「全民政治」と民衆への政治の帰属を主張している。
真理党は同時に獅報通訊社を設立。雑誌『獅報』、『真理党訊』、『真理党公報』等の刊行物を刊行し、また党営事業として龍口水公司、我愛臺湾公司、真理之声広播電台なども経営している。戒厳令解除後、万佛会は社会運動に積極的に参画し、政策方面では刑法第100条の廃止、独自憲法制定、白色テロ反対を訴え、また小規模な農民運動、労働者運動、学生運動、環境保護運動、教育改革等の小規模活動を積極的に支援し、改革派の宗教団体として認識されている。また真理党は台湾独立運動にも参加している。
国政方面では1991年の国大代表選挙、1992年の立法委員選挙に候補者を擁立したが、当選者は議席獲得をすることはなかった。
2020年4月24日、解散。
なお、日本のオウム真理教（現・Aleph）による真理党とは全く無関係である。